# Грузливецька сільська рада
Грузливецька сільська рада — колишня адміністративно-територіальна одиниця та орган місцевого самоврядування у Довбишському (Мархлевському, Щорському) і Червоноармійському районах Волинської округи, Київської та Житомирської областей Української РСР з адміністративним центром у селі Грузливець.

## Населені пункти
Сільській раді на час ліквідації були підпорядковані населені пункти:
- с. Грузливець
- х. Добрий Кут

## Населення
Станом на 1927 рік, кількість населення сільської ради становила 645 осіб, з них 561 (87 %) — особи польської національності. Кількість селянських господарств — 125.
Кількість населення ради, станом на 1931 рік, становила 706 осіб.

## Історія та адміністративний устрій
Створена 1 вересня 1925 року, як польська національна сільська рада, в с. Грузливець, переданому 19 серпня 1925 року зі складу Старомайданської сільської ради Пулинського району до складу Новоствореного Довбишського (згодом — Мархлевський) району Житомирської (згодом — Волинська) округи. Станом на 1 жовтня 1925 року на обліку числиться хутір Хорошок, на 15 червня 1926 року — поселення філіалу Ксаверівської комуни.
17 жовтня 1935 року, внаслідок ліквідації Довбишського району, увійшла до складу реформованого Червоноармійського району Київської області. 14 травня 1939 року, відповідно до указу Президії Верховної ради УРСР «Про утворення Щорського району Житомирської області», сільську раду включено до складу новоствореного Щорського (згодом — Довбишський) району Житомирської області. У 1941 році до складу ради передано х. Добрий Кут Стрибізької сільської ради Червоноармійського району. На 1 жовтня 1941 року х. Хорошок не перебуває на обліку населених пунктів.
Станом на 1 вересня 1946 року сільська рада входила до складу Довбишського району Житомирської області, на обліку в раді перебували с. Грузливець та х. Добрий Кут.
Ліквідована 11 серпня 1954 року, внаслідок виконання указу Президії Верховної ради УРСР «Про укрупнення сільських рад по Житомирській області», територію та населені пункти приєднано до складу Старомайданської сільської ради Довбишського району Житомирської області.